# Parotis angustalis
Parotis angustalis là một loài bướm đêm trong họ Crambidae.